# Gaye Stewart
Gaye Stewart (n. 28 iunie 1923, Fort William⁠(d), Ontario, Canada – d. 18 noiembrie 2010, Burlington, Ontario, Canada) a fost un jucător de hochei pe gheață, antrenor și arbitru canadian. Între anii 1942-1954 el a jucat la echipele Toronto Maple Leafs, Chicago Blackhawks, Detroit Red Wings, New York Rangers și Montreal Canadiens, ca și în echipa națională a Canadei. În 1942 și 1947 câștigă Cupa Stanley, competiție inițiată în 1892 de Frederik Arthur Stanley, Baron Stanley of Preston. Cupa se acordă anual din 1910 echipelor profesioniste de hochei pe gheață din Canada.